# Drisheen
Drisheen (irisch drisín) ist eine spezielle Blutwurst der irischen Stadt Cork, die warm gegessen wird. Sie wird traditionell aus einer Mischung aus Rinder- und Schafsblut hergestellt und gesalzen. Nach einer Trocknungsphase kommt die Masse in Rindsdärme und wird einige Minuten gekocht. Die fertige Wurst ähnelt Fahrradschläuchen, ist braungrau und von weicher Konsistenz.
Bei kommerzieller Herstellung werden Drisheen noch Verdickungsmittel, andere Gewürze und Kräuter zugesetzt, ehe das Produkt in einen Schafsdarm gepresst wird.
Drisheen wird vor dem Essen in Milch gekocht und mit einer weißen Butter-Pfeffersauce gegessen. Eine andere Variante der Zubereitung besteht darin, die Wurst in Scheiben geschnitten zu braten.
Die Anfänge dieser Spezialität gehen auf das 17. und 18. Jahrhundert zurück, als Cork der wichtigste britische Exporthafen für gepökeltes Rindfleisch wurde. Das Rinderblut fiel als Abfallprodukt der lokalen Schlachthäuser an und wurde zu blood pudding verarbeitet.
Mitunter wird Drisheen auch mit Kutteln zubereitet, was als Packet and Tripe bezeichnet wird.
Drisheen wird in James Joyce’ Romanen Ulysses und A Portrait of the Artist as a Young Man erwähnt. Es wird auch in dem 1930 erschienenen Buch In Search of Ireland des Reiseschriftstellers Henry Vollam Morton beschrieben.